# Rush Hour 2
Rush Hour 2 är en amerikansk actionkomedifilm från 2001 i regi av Brett Ratner, med Jackie Chan och Chris Tucker i huvudrollerna.

## Handling
Lee och Carter löser tillsammans ett svårt fall. Det börjar med en semester i Hongkong för Carter, och mord på två amerikanska tullagenter, som Lee får huvudansvaret för. De skall nu lösa en smuggelhärva på falska hundradollarssedlar.

## Om filmen
Rush Hour 2 regisserades av Brett Ratner. Filmen är en uppföljare till Rush Hour (1998) och fick i sin tur en uppföljare i Rush Hour 3 (2007).

## Rollista
| Jackie Chan     | – Chefsinspektör Lee |
| Chris Tucker    | – James Carter       |
| John Lone       | – Ricky Tan          |
| Zhang Ziyi      | – Hu Li              |
| Roselyn Sanchez | – Isabella Molina    |
| Alan King       | – Steven Reign       |
| Harris Yulin    | – Agent Sterling     |
| Kenneth Tsang   | – Kapten Chin        |